# Urban Solitude
Urban Solitude è il secondo album in studio della cantante olandese Anouk, pubblicato nel 1999 dalla EMI.

## Tracce
1. In the Sand – 4:44
2. Don't – 4:22
3. R U Kiddin' Me – 3:20
4. Tom Waits – 3:03
5. Urban Solitude – 4:00
6. U Being U – 3:04
7. Michel – 3:04
8. The Dark – 3:16
9. My Best Wasn't Good Enough – 3:29
10. It Wasn't Me – 4:27
11. Cry – 4:10
12. Body Brain – 3:41
13. My Friend – 3:28

## Classifiche

### Classifiche settimanali
| Classifica (1999) | Posizione massima |
| ----------------- | ----------------- |
| Belgio (Fiandre)  | 20                |
| Paesi Bassi       | 1                 |

### Classifiche di fine anno
| Classifica (1999) | Posizione |
| ----------------- | --------- |
| Paesi Bassi       | 25        |
| Classifica (2000) | Posizione |
| Belgio (Fiandre)  | 35        |
| Paesi Bassi       | 9         |
| Classifica (2001) | Posizione |
| Belgio (Fiandre)  | 100       |
| Paesi Bassi       | 85        |